# Hermetia lativentris
Hermetia lativentris är en tvåvingeart som beskrevs av Luigi Bellardi 1859. Hermetia lativentris ingår i släktet Hermetia och familjen vapenflugor. Inga underarter finns listade i Catalogue of Life.